# Amade ibne Tulune
Amade ibne Tulune (em árabe: أحمد بن طولون‎; romaniz.: Aḥmad ibn Ṭūlūn; lit. "Amade, filho de Tulune"; ca. 20 de setembro de 835 - 10 de maio de 884) foi o fundador da dinastia tulúnida que governou o Egito Síria entre 868 e 905. De início um soldado escravo turco, em 868 foi enviado pelo califa abássida Almutaz (r. 866–869) como governador do Egito. Explorando a situação política volátil e a preocupação do regente abássida, Almuafaque (r. 870–891), com as guerras contra o Império Safárida e a Rebelião Zanje, dentro de quatro anos estabeleceu-se como governante virtualmente independente ao evitar o agente fiscal califal, Amade ibne Almudabir, tomar controle das finanças egípcias e estabelecer um grande força militar pessoalmente leal a ele. Amade também cuidou de estabelecer uma administração eficiente no país. Através de uma série de medidas, tal como as reforças do sistema de tributação e os reparos do sistema de irrigação, o rendimento fiscal anual cresceu acentuadamente. Como símbolo do novo regime, construiu uma nova capital, Alcatai, ao norte da antiga Fostate.
Após 875/876, entrou em conflito aberto com Almuafaque, que tentou depô-lo sem sucesso. Em 878, com o apoio do irmão de seu rival, o califa Almutâmide (r. 870–892), Amade tomou controle da governança da Síria tão longe quanto os distritos fronteiriços com o Império Bizantino, embora o controle do Tarso em particular provou-se tênue. Em sua ausência na Síria, seu filho mais velho e representante, Alabas ibne Amade ibne Tulune, tentou usurpar o trono no Egito, acarretando na prisão dele e a nomeação de seu segundo filho, Cumarauai, como herdeiro. A deserção de 882 de um comandante sênior, Lulu, para Almuafaque, e a deserção de Tarso, forçou Amade a retornar à Síria.
Quando o agora virtualmente impotente Almutâmide tentou escapar do controle de seu irmão para os domínios de Amade e foi capturado por agentes de Almuafaque, Amade convocou uma assembleia de juristas em Damasco para denunciar Almuafaque como usurpador. Sua tentativa de retomar Tarso em outubro de 883 fracassou, e ele adoeceu. Retornando ao Egito, morreu em maio de 884 e foi sucedido por Cumarauai.
Amade destaca-se como o primeiro governador de um importante província do Califado Abássida a estabelecer-se como mestre independente da corte abássida e por passar o poder ao seu filho. Foi assim também o primeiro governante desde os faraós a fazer o Egito um poder político independente novamente, com uma esfera de influência compreendendo Síria e partes do Magrebe, o que definiu o tom dos posteriores regimes dos iquíxidas e fatímidas que centraram seu poder no país.

### Infância e começo da carreira

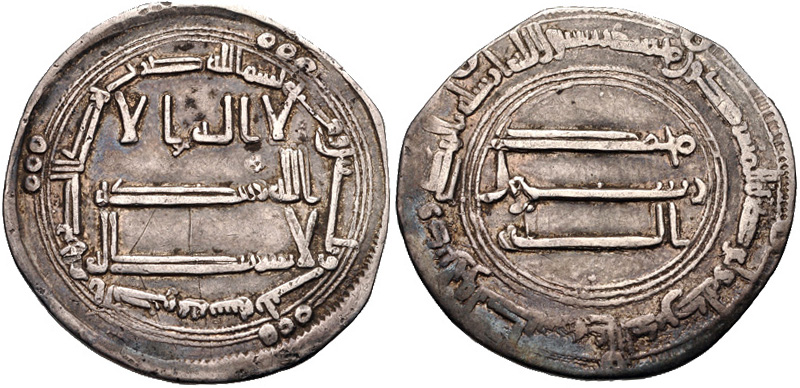
Dirrã de Almamune r.

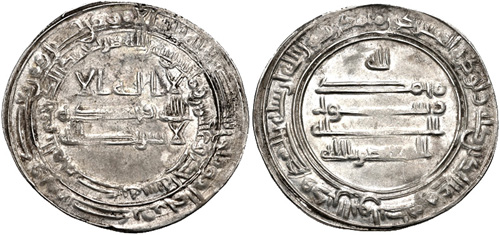
Dirrã de Almotácime r.

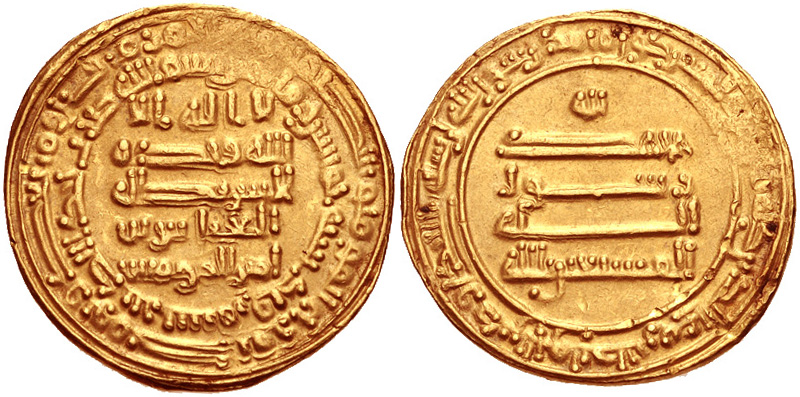
Dinar de ouro de Almostaim. r.

### Governo do Egito

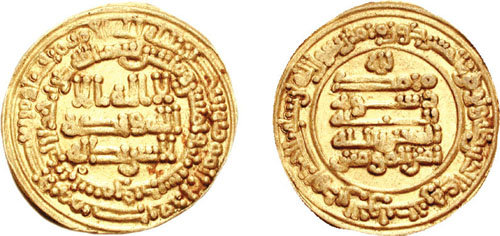
Dinar de ouro de Almutaz r.

Síria abássida (Bilade Xame) no século IX

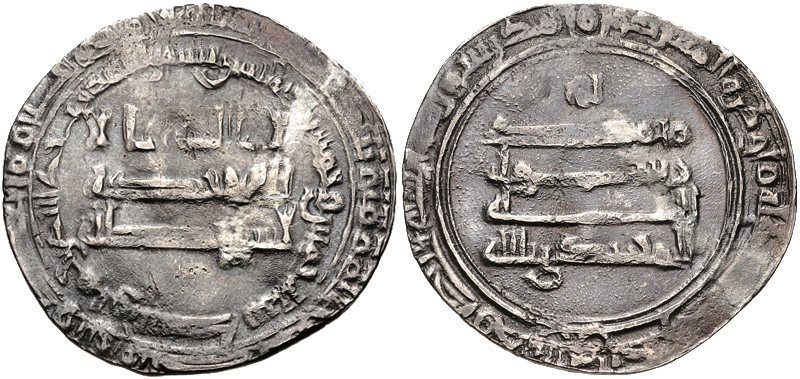
Dirrã de Almutadi r.

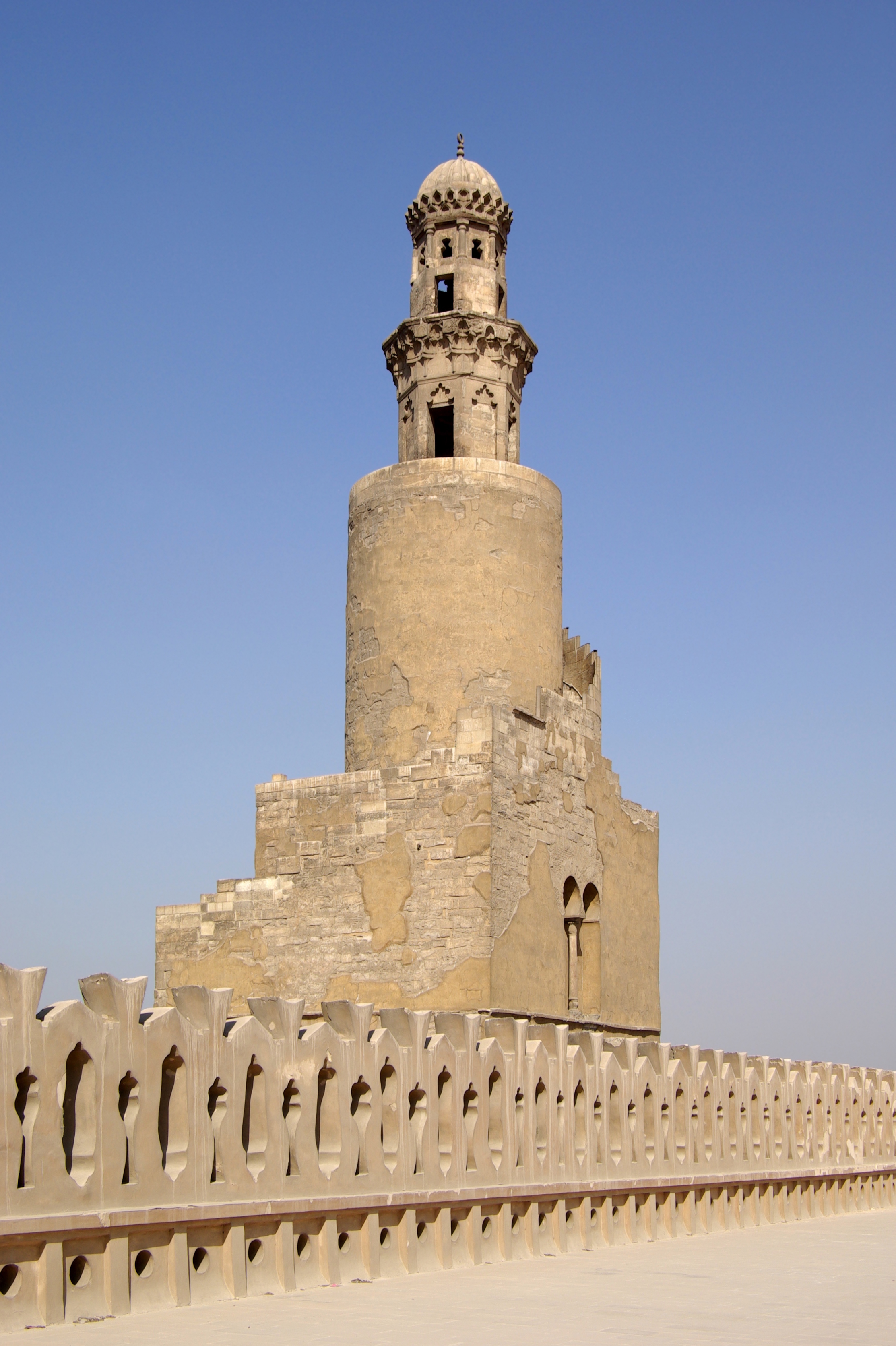
Minarete espiralado da no Cairo

### Expansão na Síria

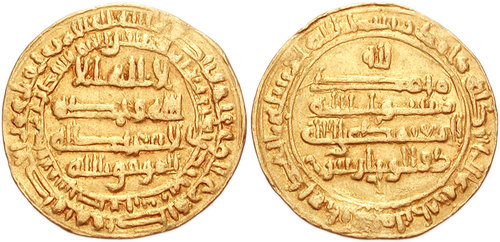
Dinar de ouro de Almutâmide r. com os nomes de Almuafaque r. e o vizir Saíde

Império Safárida em sua maior extensão

Reino Tulúnida em 881

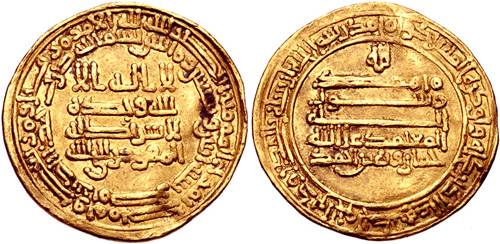
Dinar de Cumarauai r.

### Anos finais e morte

Reino Tulúnida em 893

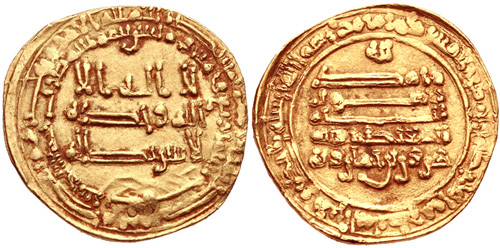
Dinar de Harune r.

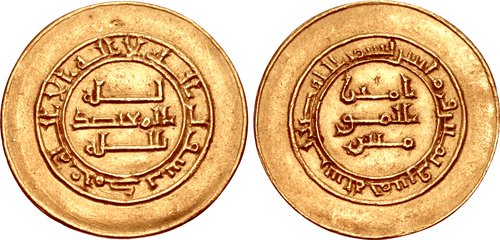
Dinar de Almutadide r.